# حديدة (رفع أثقال)

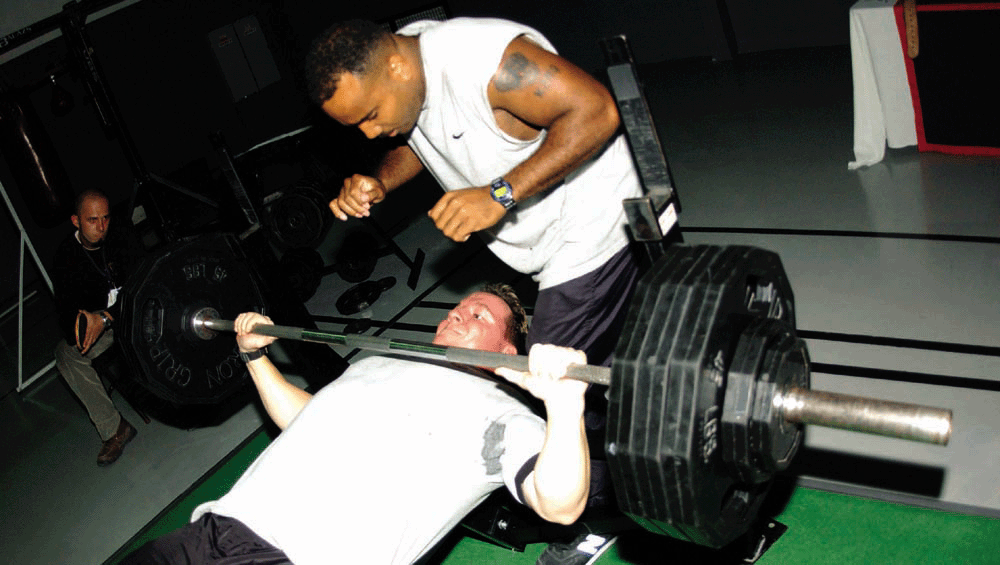
الحديدة في تمارين

الثَّقْلَة أو حديدة (بالإنجليزية: Barbell) هي إحدى المعدات الرياضية التي تستخدم في تمارين رفع الأثقال، رياضة القوة، تدريبات. طول الحديدة من 4 أقدام (1.2 متر) إلى 7 أقدام (2.1 متر)،الجزء الوسطي تتفاوت أقطارة ولكنة قريب إلى (2.54 سم) وكثير من الأحيان ينقش عليه بعض الحفر الصغيرة جدا لمساعدة الرباعيين في الحصول على قبضة جيدة، تنزلق الأقراص على الجانب الخارجي من الحديدة للحصول على الوزن المطلوب هذه الأقراص يتم الإغلاق عليها بالياقات لمنعهم من الانزلاق خلال التمرين (حيث تؤدي هذه الحالة إلى إصابات) أو التحرك مما يؤدي إلى عدم تساوي الحديدة.